# Форд Сити (Пенсилванија)
Форд Сити (енгл. Ford City) град је у америчкој савезној држави Пенсилванија.

## Демографија
По попису из 2010. године број становника је 2.991, што је 460 (-13,3%) становника мање него 2000. године.
| Група             | 2000.         | 2010.         |
| Белци             | 3.249 (94,1%) | 2.838 (94,9%) |
| Афроамериканци    | 134 (3,9%)    | 88 (2,9%)     |
| Азијати           | 6 (0,2%)      | 2 (0,1%)      |
| Хиспаноамериканци | 26 (0,8%)     | 32 (1,1%)     |
| Укупно            | 3.451         | 2.991         |